# Thea von Harbou

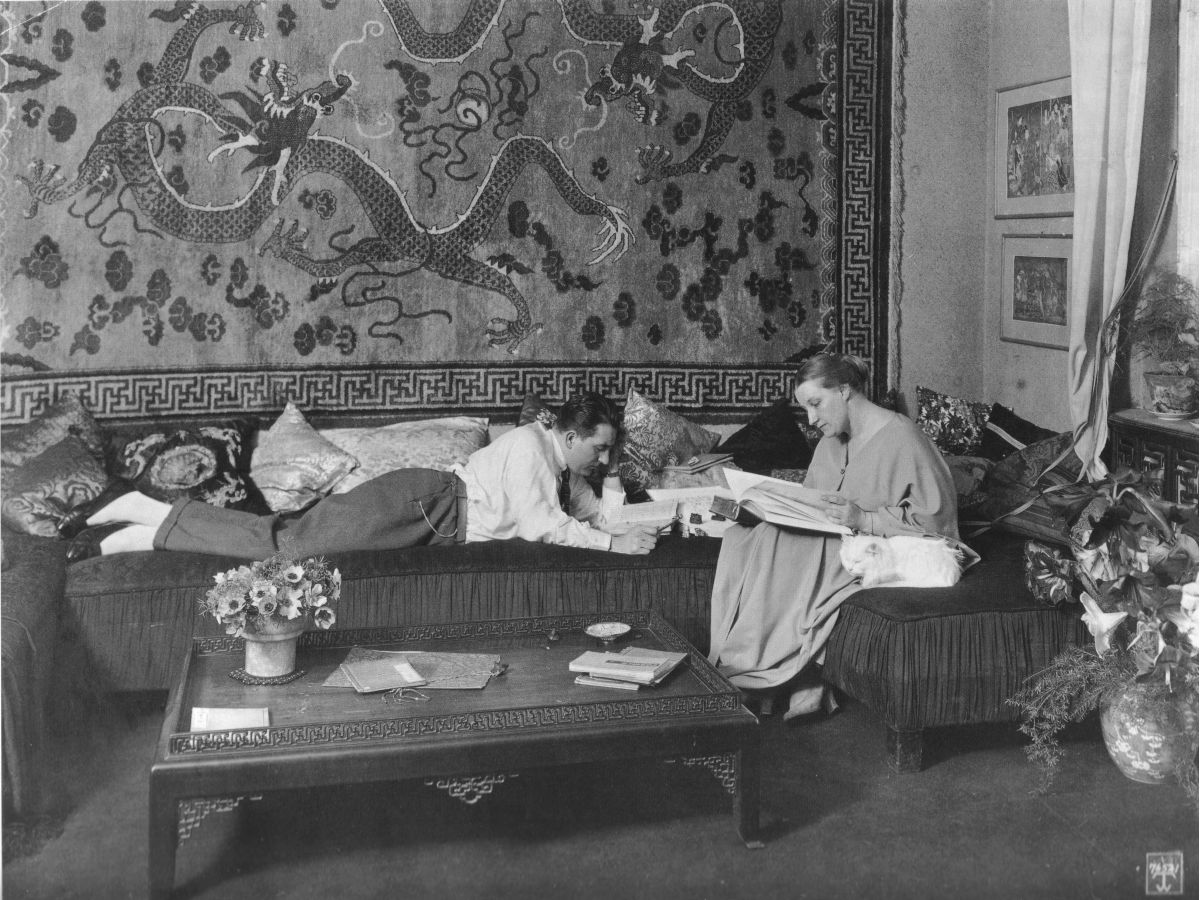
Fritz Lang et Thea von Harbou dans leur appartement de Berlin en 1923 ou 1924. Une photographie de Waldemar Titzenthaler.

Thea von Harbou, née le 27 décembre 1888 à Tauperlitz, un district de la ville de Döhlau, en Franconie, et morte le 1er juillet 1954 à Berlin, est une romancière, scénariste, réalisatrice et actrice de théâtre allemande. Elle a écrit les scénarios de certains films muets allemands les plus célèbres dont M le maudit et Metropolis de Fritz Lang, avec qui elle s'est d'ailleurs mariée.

## Biographie
Thea von Harbou, qui commença à écrire dès sa prime jeunesse, fut l'une des autrices de littérature populaire les plus célèbres de la fin de l'Empire allemand et de la république de Weimar. Sa carrière théâtrale la conduisit à monter sur scène dans les théâtres d'Aix-la-Chapelle, Chemnitz, Düsseldorf et Munich.
Sa carrière de scénariste débuta après la Première Guerre mondiale et elle devint rapidement une représentante de sa profession des plus éminentes. Elle travailla pour Joe May, Carl Theodor Dreyer, Arthur von Gerlach, Friedrich Wilhelm Murnau et Fritz Lang. De 1914 à 1921, elle fut mariée à l'acteur allemand Rudolf Klein-Rogge. Ils se séparèrent dès 1918, mais elle continua de le soutenir en lui trouvant des engagements dans différents films. Klein-Rogge eut d'ailleurs le premier rôle de Docteur Mabuse le joueur (1921), un film en deux parties dont Thea von Harbou avait écrit le scénario. En août 1922, elle épousa Fritz Lang, le metteur en scène du film, qu'elle avait connu dans le cadre de son travail de scénariste dès 1919 et avec qui elle entretenait une liaison au moins depuis 1921 (selon Michel Ciment, Thea von Harbou était en pleins ébats avec Fritz Lang lorsque la première épouse de ce dernier, Élisabeth Rosenthal, les découvrit au domicile conjugal et trouva la mort avec l'arme du cinéaste,  d'une balle dans la poitrine[réf. nécessaire]). À partir de ce moment-là, elle écrivit tous les scénarios des films de Fritz Lang jusqu'à ce qu'il émigre aux États-Unis en 1933. Parmi les autres projets de films en commun qui ont conservé tout leur intérêt jusqu'à nos jours, on peut citer : Les Nibelungen (1924), Les Espions (1928) ou bien M le maudit (1931). Mais Thea von Harbou a laissé une trace durable dans la mémoire collective grâce aux fragments du film Metropolis qui est le premier film enregistré par l'UNESCO au  Registre international « Mémoire du monde » et pour lequel elle écrivit le scénario parallèlement au roman éponyme.
Thea von Harbou travailla avec Fritz Lang jusqu'en 1933, mais leur couple ne survécut pas à la liaison de Fritz Lang avec l'actrice Gerda Maurus. En outre, Fritz Lang ne supportait plus les penchants nazis de son épouse et leurs points de vue divergeaient déjà en 1927 vis-à-vis de la morale de leur film commun Metropolis. Lors du montage du film Le Testament du docteur Mabuse, Thea von Harbou fit la connaissance de l'Indien Ayi Tendulkar (en) avec qui elle vécut pendant plusieurs années. Le divorce de Thea von Harbou et de Fritz Lang fut prononcé en avril 1933. En 1933 et 1934, Thea von Harbou essaya de travailler comme réalisatrice sur deux films (Hanneles Himmelfahrt et Elisabeth und der Narr) avant de décider de revenir à son premier métier. Pendant la période nazie, elle fut romancière et adhéra au NSDAP en 1940. Après une courte période d’emprisonnement en 1945 au moment de la dénazification, elle travailla à nouveau dans le cinéma à partir de 1948 dans le domaine de la synchronisation de films étrangers.
Ses romans Gold im Feuer (De l'or dans le feu, 1916), Adrian Drost und sein Land (Adrian Drost et son pays, 1937) et Aufblühender Lotus (Lotus en fleurs, 1941) furent interdits dans la zone d'occupation soviétique.
Lors de la projection d'un film tourné à partir d'un de ses anciens scénarios, en 1954, elle fait une chute en sortant du cinéma qui inspirera bien plus tard une chanson à Michel Fugain (La Vieille Dame). Elle meurt des suites de ses blessures le 1er juillet 1954 et est inhumée au cimetière boisé de la Heerstraße. Une déclaration aux forces alliées retrouvée à la Kinemathek de Berlin en 2024 indique que malgré son adhésion au NSDAP, Théa Von Harbou a permis à des juifs de fuir l’Allemagne nazie avant 1939, dont sa secrétaire Hilde Guttman. 

## Romans
Trois romans seulement de Thea von Harbou ont été traduits en français entre les deux guerres.
- 1910 : Die nach uns kommen. Ein Dorfroman [Ceux qui viendront après nous. Un roman villageois]
- 1913 : Der Krieg und die Frauen [La Guerre et les femmes]
- 1915 : Die Masken des Todes [Les Masques de la mort]
- 1915 : Der unsterbliche Acker [Terre immortelle]
- 1916 : Die Flucht der Beate Hoyermann [La Fugue de Beate Hoyermann]
- 1917 : Der belagerte Tempel [Le Temple assiégé]
- 1918 : Adrian Drost und sein Land [Adrian Drost et son pays]
- 1918 : Das Indische Grabmal [Le Tombeau hindou]
- 1919 : Legenden [Légendes]
- 1920 : Die unheilige Dreieinigkeit [La trinité profane]
- 1920 : Das Haus ohne Tür und Fenster [La Maison sans portes ni fenêtres]
- 1924 : Das Nibelungenbuch [Le Livre des Nibelungen]
- 1926 : Die Insel der Unsterblichen [L'île des immortels]
- 1926 : Metropolis [Metropolis, 1928]
- 1927 : Mann zwischen Frauen. Novellen [Un homme parmi les femmes. Nouvelles]
- 1928 : Frau im Mond [Une femme dans la Lune, 1929]
- 1928 : Spione [Les Espions, 1928]
- 1935 : Liebesbriefe aus St. Florin [Lettres d'amour de Saint-Florin]
- 1941 : Aufblühender Lotus [Lotus en fleurs]
- 1962 : Gartenstrasse 64 [64, rue du Jardin]

## Filmographie

### Comme réalisatrice
- 1934 : Elisabeth und der Narr (de)
- 1934 : Hanneles Himmelfahrt (de)

### Comme scénariste
- 1920 : Die Legende von der heiligen Simplicia (de) de Joe May
- 1920 : Das wandernde Bild de Fritz Lang
- 1920 : Frauen vom Gnadenstein de Robert Dinesen et Joe May
- 1921 : Cœurs en lutte (Vier um die Frau) de Fritz Lang
- 1921 : Das Haus des Dr. Gaudeamus, de Friedrich Feher, histoire
- 1921 : Les Trois Lumières (Der müde Tod) de Fritz Lang
- 1921 : Le Tigre du Bengale (Das Indische Grabmal : Der Tiger von Eschnapur) de Joe May
- 1921 : Le Tombeau hindou (Das Indische Grabmal : Die Sendung des Yoghi) de Joe May
- 1922 : La Terre qui flambe (Der Brennende Acker) de Friedrich Wilhelm Murnau
- 1922 : Docteur Mabuse le joueur (Dr. Mabuse, der Spieler - Ein Bild der Zeit) de Fritz Lang
- 1922 : Le Fantôme (Phantom) de Friedrich Wilhelm Murnau
- 1923 : Der steinerne Reiter de Fritz Wendhausen, idée
- 1923 : Die Prinzessin Suwarin de Johannes Guter
- 1923 : L'Expulsion (Die Austreibung) de Friedrich Wilhelm Murnau
- 1924 : Les Finances du grand-duc (Die Finanzen des Großherzogs) de Friedrich Wilhelm Murnau
- 1924 : Les Nibelungen: la mort de Siegfried (Die Nibelungen : Siegfried) de Fritz Lang
- 1924 : Les Nibelungen : La vengeance de Kriemhild (Die Nibelungen : Kriemhilds Rache) de Fritz Lang
- 1924 : Mikaël de Carl Theodor Dreyer
- 1925 : La Chronique de Grieshuus (Zur Chronik von Grieshuus) d'Arthur von Gerlach
- 1927 : Metropolis de Fritz Lang
- 1928 : Les Espions (Spione) de Fritz Lang
- 1929 : La Femme sur la Lune de Fritz Lang, histoire
- 1931 : M le maudit (M) de Fritz Lang
- 1932 : Das Erste Recht des Kindes (Nous les mères) de Fritz Wendhausen
- 1933 : Der Läufer von Marathon d'Ewald André Dupont
- 1933 : Le Testament du docteur Mabuse de Fritz Lang
- 1934 : Elisabeth und der Narr (de) réalisée par elle-même
- 1934 : Hanneles Himmelfahrt (de) réalisée par elle-même
- 1934 : Que suis-je sans toi ? (Was bin ich ohne Dich) de Arthur Maria Rabenalt
- 1934 : Turandot, princesse de Chine de Serge Veber et Gerhard Lamprecht
- 1935 : Les Deux Rois (Der Alte und der junge König - Friedrichs des Grossen Jugend) de Hans Steinhoff
- 1935 : Ein idealer Gatte (de) de Herbert Selpin
- 1935 : Ich war Jack Mortimer (de) de Carl Froelich
- 1935 : Der Mann mit der Pranke de Rudolf van der Noss
- 1936 : Die Unmögliche Frau de Johannes Meyer
- 1936 : Eskapade d'Erich Waschneck
- 1936 : Eine Frau ohne Bedeutung (de) de Hans Steinhoff
- 1937 : Crépuscule (Der Herrscher) de Veit Harlan
- 1937 : La folle imposture (Versprich mir nichts!) de Wolfgang Liebeneiner
- 1937 : La Cruche cassée (Der zerbrochene Krug) de Gustav Ucicky
- 1937 : Mutterlied de Carmine Gallone
- 1938 : Le Tigre du Bengale (Der Tiger von Eschnapur) de Richard Eichberg, histoire
- 1938 : Le Tombeau hindou (Das Indische Grabmal) de Richard Eichberg, histoire
- 1938 : Jugend de Veit Harlan
- 1938 : La Femme au carrefour (de) de Josef von Báky
- 1938 : Sans laisser de traces (Verwehte Spuren) de Veit Harlan
- 1939 : A varieté csillagai de Josef von Báky
- 1939 : Menschen vom Varieté de Josef von Báky
- 1939 : Hurra! Ich bin Papa! (de)  de Kurt Hoffmann
- 1940 : Amour bruyant (de) de Heinz Rühmann
- 1940 : Wie konntest Du, Veronika! de Milo Harbich
- 1941 : Am Abend auf der Heide (de) de Jürgen von Alten
- 1941 : Clarissa de Gerhard Lamprecht (non mentionné)
- 1941 : Annelie de Josef von Báky
- 1942 : Mit den Augen einer Frau de Karl Georg Külb
- 1943 : Maria Malibran de Guido Brignone, histoire et adaptation
- 1943 : Gefährtin meines Sommers de Fritz Peter Buch
- 1943 : Die Gattin (de)  de Georg Jacoby
- 1944 : Eine Frau für drei Tage (de)  de Fritz Kirchhoff
- 1945 : Via Mala de Josef von Baky
- 1945 : Das Leben geht weiter (de) de Wolfgang Liebeneiner, histoire
- 1948 : Fahrt ins Glück (de)  d'Erich Engel
- 1950 : C'est arrivé un jour (de) (Es kommt ein Tag) de Rudolf Jugert
- 1950 : Erzieherin gesucht (de) d'Ulrich Erfurth
- 1951 : Dr. Holl de Rolf Hansen
- 1953 : Dein Herz ist meine Heimat (de) de Richard Häussler
- 1959 : Le Tigre du Bengale (Der Tiger von Eschnapur) de Fritz Lang, histoire
- 1959 : Le Tombeau hindou (Das Indische Grabmal) de Fritz Lang, histoire
- 1962 : Échec à la brigade criminelle (Das Testament des Dr. Mabuse) de Werner Klingler, idée